# Gare de La Ricamarie
Gare de La Ricamarie vasútállomás Franciaországban, La Ricamarie településen.

## Vasútvonalak
Az állomást az alábbi vasútvonalak érintik:
- Saint-Georges-d'Aurac-Saint-Étienne-Châteaucreux-vasútvonal

## Kapcsolódó állomások
A vasútállomáshoz az alábbi állomások vannak a legközelebb:
- Gare du Chambon-Feugerolles
- Gare de Saint-Étienne-Bellevue